# Kentarō Kakoi
Kentarō Kakoi (japanisch 圍 謙太朗 Kakoi Kentarō; * 23. April 1991 in der Präfektur Nagasaki) ist ein japanischer Fußballspieler.

## Karriere
Kakoi erlernte das Fußballspielen in der Schulmannschaft der Ozu High School und der Universitätsmannschaft der Momoyama-Gakuin-Universität. Seinen ersten Vertrag unterschrieb er 2014 beim FC Tokyo. Der Verein spielte in der höchsten Liga des Landes, der J1 League. 2017 wechselte er zum Ligakonkurrenten Cerezo Osaka. 2017 gewann er mit Cerezo den J. League Cup und dei Kaiserpokal. 2018 wurde er an den Zweitligisten Avispa Fukuoka ausgeliehen. Für den Verein absolvierte er 26 Ligaspiele. 2019 kehrte er zu Cerezo Osaka zurück. 2020 wechselte er zum Zweitligisten Matsumoto Yamaga FC. Nach Ende der Saison 2021 belegte er mit dem Verein aus Matsumoto den letzten Tabellenplatz und musste in die dritte Liga absteigen. Für Matsumoto absolvierte er 41 Zweitligaspiele. Nach dem Abstieg verließ er den Verein und schloss sich im Januar 2022 dem ebenfalls aus der zweiten Liga abgestiegenen SC Sagamihara an. Für den Verein aus Sagamihara bestritt er 29 Ligaspiele. Im Januar 2023 unterschrieb er einen Vertrag beim Zweitligisten Blaublitz Akita. Für den Verein aus Akita bestritt er 65 Ligaspiele. Mitte Juli 2024 wechselte er in die erste Liga, wo er einen Vertrag in Kyōto bei Kyōto Sanga unterschrieb.

## Erfolge
Cerezo Osaka
- Japanischer Ligapokalsieger: 2017
- Japanischer Pokalsieger: 2017